# ナンディ賞
ナンディ賞（ナンディしょう、Nandi Awards）は、インドの映画賞。アーンドラ・プラデーシュ州政府が主催しており、テルグ語映画、テルグ語演劇、テルグ語テレビを表彰する最も権威のある賞である。「Nandi（ナンディ）」は「bull（雄牛）」の意味であり、アナンタプラム県レパクシにある花崗岩で作られた雄牛像（テルグ人の文化的・歴史的シンボル）を指している。ナンディ賞は金賞、銀賞、青銅賞、銅賞の4部門があり、これとは別に社会的・神話的・詩的ドラマを表彰するナンディ・ナタコタヴァム賞が毎年発表されている。2016年を最後に受賞作品の発表がなくなり事実上廃止されたが、ムラリ・モーハンによると、2014年にテランガーナ州がアーンドラ・プラデーシュ州から分離したことをきっかけに、両州政府が協議した結果として映画賞が廃止されたという。2025年にはナンディ賞を引き継いだテランガーナ・ガッダル映画賞が創設された。
州政府が任命した選考委員会が受賞作品を決定し、ヴィジャヤワーダで開催される授賞式で州首相が賞を授与する。選考ルールは毎年文書で公表され、多くの規定が存在する。特に映画作品についてはアーンドラ・プラデーシュ州、テランガーナ州で製作した作品のみが選考対象とされ、海外企業を含む他地域との共同製作作品については選考に際して多くの規定が設けられている。エントリーする際には、前年の1月1日から12月31日までに中央映画認証委員会に申請して許可を得る必要がある。選考過程に関して州政府は関与していないが、選考対象の基準については州政府が厳格に審査している。

## 賞

### 名誉賞
NTRナショナル・アワード

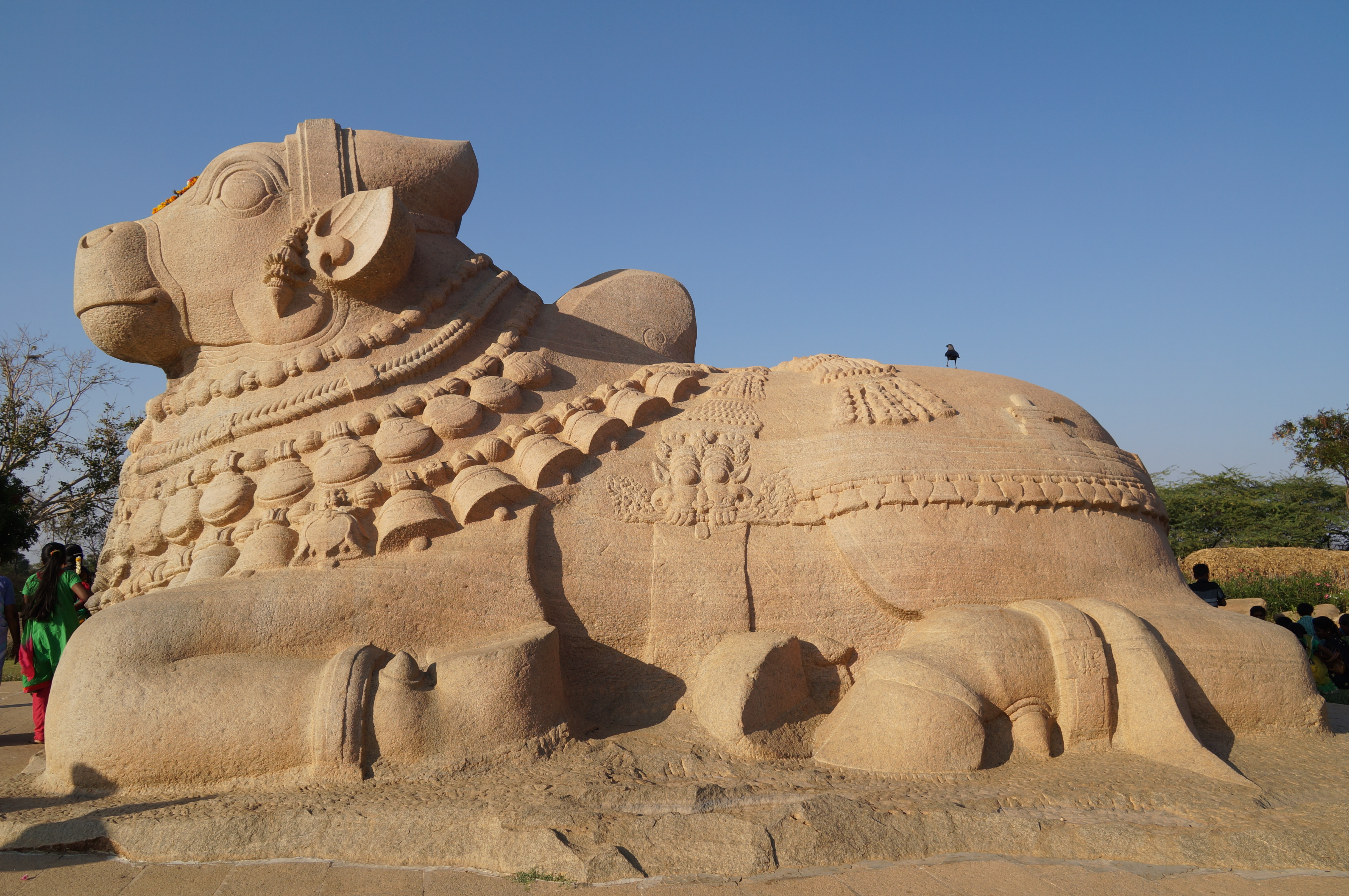
レパクシの雄牛像。受賞者にはそれぞれ雄牛像をかたどったゴールデン・ナンディ、シルバー・ナンディ、ブロンズ・ナンディ、コッパー・ナンディが贈られる。

- 1996年創設。N・T・ラーマ・ラオの名を冠した最高賞であり、長年にわたりインド映画に貢献した人物に贈られる[8]。

ラグパティ・ヴェンカイアー賞
- 1980年創設。ラグパティ・ヴェンカイアー・ナイドゥの名を冠した功労賞であり、長年にわたりテルグ語映画に貢献した人物に贈られる[9]。

B・N・レッディ・ナショナル・アワード
- 2008年：K・B・ティラク（英語版）[10]
- 2009年：K・ラーガヴェンドラ・ラーウ[11]
- 2011年：シャーム・ベネガル（英語版）[12]
- 2012年：シンギータム・シュリーニヴァーサ・ラオ（英語版）[13]
- 2013年：A・コダンダラミ・レッディ・ラオ（英語版）[13]
- 2014年：S・S・ラージャマウリ
- 2015年：トリヴィクラム・シュリーニヴァース（英語版）
- 2016年：ボーヤパーティ・シュリーヌ（英語版）[14]

ナギ・レッディ＝チャクラパニ・ナショナル・アワード
- 2011年：G・アディセシャギリ・ラオ[12]
- 2012年：ダッグバーティ・スレーシュ・バーブ（英語版）[13]
- 2013年：ディル・ラージュ（英語版）[13]
- 2014年：R・ナラヤン・レッディ
- 2015年：M・M・キーラヴァーニ
- 2016年：K・S・ラーマ・ラーオ（英語版）[15]

### 金賞
- 作品賞（英語版）：1964年創設。金賞、銀賞、青銅賞の3部門が存在する。
- サロージニ・デヴィ賞 国民統合映画賞（英語版）：1999年創設。
- 児童映画賞（英語版）：1999年創設。金賞、銀賞の2部門が存在する。
- ドキュメンタリー映画賞（英語版）：1999年創設。金賞、銀賞の2部門が存在する。
- 大衆長編映画賞：2005年創設。

### 銀賞
- 主演男優賞：1977年創設。
- 主演女優賞（英語版）：1975年創設。
- 監督賞：1981年創設。
- アッキネーニ賞 自宅鑑賞長編映画賞（英語版）：1996年創設。

### 銅賞
| - 撮影賞：1977年創設。 - 音楽監督賞：1977年創設。 - 男性プレイバックシンガー賞：1977年創設。 - 女性プレイバックシンガー賞：1977年創設。 - 脚本賞：1977年創設。 - 作詞家賞：1977年創設。 - 助演男優賞：1981年創設。 - 助演女優賞：1981年創設。 - 原案賞：1981年創設。 - 音響賞：1981年創設。 - 新人監督賞：1981年創設。 - 性格俳優賞：1994年創設。 - コメディ男優賞：1985年創設。 - コメディ女優賞：1999年創設。 - 台詞賞：1983年創設。 - 振付賞：1985年創設。 | - 審査員特別賞：1981年創設。 - 新人男優賞：1986年創設。 - 新人女優賞：1986年創設。 - 吹替男優賞：1997年創設。 - 吹替女優賞：1997年創設。 - 悪役賞：1985年創設。 - 男性子役賞：1981年創設。 - 女性子役賞：1977年創設。 - 編集賞：1981年創設。 - 美術監督賞：1981年創設。 - 美術メイクアップアーティスト賞：1981年創設。 - 衣装デザイン賞：1981年創設。 - アクション指導賞：1999年創設。 - 映画批評賞：1999年創設。 - 教育映画賞：1999年創設。 - 特殊効果賞：2003年創設。 |